# غيلا غولان
غيلا غولان (بالإنجليزية: Gila Golan)‏ (بالعبرية: גילה גולן‏) هي عارضة إسرائيلية وأمريكية، ولدت في 30 ديسمبر 1940 في كراكوف في بولندا.

## وصلات خارجية
- غيلا غولان على موقع IMDb (الإنجليزية)
- غيلا غولان على موقع إن إن دي بي (الإنجليزية)
- غيلا غولان على موقع قاعدة بيانات الفيلم (الإنجليزية)